# Edith Müller-Schkeuditz
Edith Müller-Schkeuditz (geb. Müller; * 8. Juni 1921 in Schkeuditz; † 2006 ebenda) war eine deutsche Malerin.

## Leben und Werk
Edith Müller studierte von 1939 bis 1942 in Leipzig an der Staatlichen Akademie für graphische Künste und Buchgewerbe bei Arno Drescher. 1942 wurde sie exmatrikuliert aufgrund von antifaschistischen und pazifistischen Aktionen. 1943 wurde ihr Atelier durch Bomben zerstört.
Nach 1945 war Edith Müller Opfer von Raub und Brandstiftungen, zudem wurde sie mehrfach inhaftiert. Obwohl sich Max Schwimmer für sie einsetzte, wurde sie nicht wieder in die Akademie aufgenommen, da ihr Vater politisch belastet war. Ab 1948 lehrte Edith Müller als Dozentin an der Volkshochschule. Außerdem gründete und leitete sie Volkskunstzirkel.
Edith Müller arbeitete als freischaffende Künstlerin in Schkeuditz und fügte, wohl frühestens Mitte der 1950er Jahre, ihrem Familiennamen den Namen ihrer Heimatstadt zu. Sie schuf Stillleben, Porträts und Genrestücke in postimpressionistischem Stil. Meistens arbeitete sie in Öl auf Papier.
Ihr gesamtes Œuvre und ihr Nachlass gingen an die Stadt Schkeuditz.

## Mitgliedschaften
- von 1952 bis 1990 Verband Bildender Künstler der DDR
- ab 1990 Bund Bildender Künstlerinnen und Künstler Leipzig
- ab 1991 Internationale Gesellschaft der Bildenden Künste
- ab 1992 GEDOK Leipzig

## Werke (Auswahl)
- Aktivist Naumann Schkeuditz (um 1952, Öl)[3][4]
- Meine Mutter am Feierabend (um 1952, Öl)[5][4]
- Schauspieler und Dramaturg A. H. Kesseler – Bonn (um 1952, Öl)[6][4]
- Großbauer C. (1957, Öl, 80 × 60 cm)[7]

## Ausstellungen (mutmaßlich unvollständig)

### Postume Personalausstellungen
- 2020: Leipzig, Literaturhaus („Ein Leben im Widerspruch“)[8]
- 2021: Schkeuditz, Galerie art Kapella („Schkeuditzer Kunstausstellung 1.0“; mit Karl-Heinz Häse)[9]

### Teilnahme an Gruppenausstellungen
- 1953, 1955, 1959, 1965 und 1972: Leipzig, Bezirkskunstausstellungen
- 1961: Berlin, Akademie der Künste („Junge Künstler. Malerei“)
- 1984: Leipzig, Museum der bildenden Künste („Kunst in Leipzig 1949–1984“)
- postum 2022: Leipzig, Literaturhaus (GEDOK-Jahresausstellung „Vier von vielen“. GEDOK Künstlerinnen im Portrait; mit Christel Blume-Benzler, Helga M. Novak und Dora Schönefeld)[10]